# 大丸屋騒動
『大丸屋騒動』（だいまるやそうどう）は上方落語の演目。『伏見大丸屋騒動』（ふしみだいまるやそうどう）、『大丸騒動』（だいまるそうどう）とも。伏見の商家「大丸屋」の若旦那が、京都の遊女（舞妓あるいは芸者）を身請けしたいと思いながら家の反対で果たせず、京都に蟄居・謹慎していた折にやはり遊女に会いたいと外出したところ、相手に冷たくされて立腹し、妖刀村正を手にしていたため、思わぬ刃傷事件を巻き起こしてしまうという内容。
講釈から落語に移されたとされる。安永年間に京都の「大文字屋」の者が刃傷事件を起こした記録があり（詳細後述）、「それに取材した」とする文献もある。ただし、その事件を詳しく紹介している佐竹昭広・三田純一編著『上方落語』下巻は、「講釈から落語化したもので、直接の関係はない」と記している。また、宇井無愁『落語の根多 笑辞典』は、落ち（サゲ）の部分は元禄16年（1703年）の『軽口御前男』第2巻「ふじ見西行」（印籠の紐が長いため不用心だという指摘に対して、印籠の蒔絵が「ふじ見西行」なので切っても切れぬと答えるという内容）のアレンジではないかとしている。
5代目桂文枝は、1990年の口演で芸術祭賞を受賞している。

## あらすじ
伏見大手町の商家「大丸屋」宗兵衛の弟、宗三郎は、祇園の舞妓おときを愛人にしたことが親戚の怒りを買い、おときは祇園の富永町に、宗三郎は木屋町三條にそれぞれ別居する。
兄としては、親類を説得させた上で、いずれは晴れて二人を夫婦にする算段なのだが、宗三郎には兄の思いが伝わらない。家に伝わる妖刀村正を床の間に飾って、番頭の監視下、無聊な日々を送っている。
ある夏の夜、おとき逢いたさに、宗三郎は、木屋町の家をぬけだして村正を腰に、富永町の家にやって来る。「おとき、久しゅうこなんだ。わてなあ、お前に逢いとうてなあ。」「ほんま、久しゅうおすなあ。ところであんたはんお一人どすか。」「せや。ちょっと一杯燗けてんかいな。急に来となってな。」「お一人なら帰っておくれやす。」宗三郎の心情をうれしく思うおときだが、ここで宗三郎を入れたら宗兵衛が自分に不信感を持ち、さらに宗三郎に迷惑がかかると考え、訳を話して追い返そうとする。
おときへの恋慕に凝り固まっている宗三郎は話が通じない。逆に愛想尽かしと勘違いし、怒って村正で鞘ごとおときの肩に食らわせると、鞘が割れ、おときを切り捨てる。狂ってしまった宗三郎、下女と様子を見に来た番頭をも切り殺し、祇園界隈で多くの人に切りつける。ついには二軒茶屋での踊りに乱入し暴れまわる。役人も手が付けられない。
虫の知らせか、伏見から駆けつけてきた宗兵衛は、血刀をさげた弟を見て肝を潰し、役人に「あの者は私の身内の者でございます。わたくしめに召捕り方、願わしゅう存じまする。」と泣きながら訴え、役人の許しを得て宗三郎を後から羽交い締めにする。狂った宗三郎が刀を振り回すが、どういう訳か兄はかすり傷一つ負わない。不思議に思った役人が「こりゃ。その方は何やつか。」「へい。私めは、切っても切れぬ伏見（不死身）の兄にございます。」

## 口演での特徴
『上方落語』下巻の解説では、刃傷事件が人里離れた場所ではなく、祇園の二軒茶屋という「絢爛たる舞台」で起きるという点を「上方落語の特長」として挙げている。そのうえで、そのような舞台で宗三郎が凶行をはたらく演出の難しさについて、3代目桂米朝が書いた文章を引用している。
また、こうした舞台での殺人描写については歌舞伎の『伊勢音頭恋寝刃』や『籠釣瓶花街酔醒』との類似を指摘し、特に前者については「影響なしとはしえない」と記している。祇園二軒茶屋での宗三郎の凶行の場面ではお囃子（はめもの）として「伊勢の陽田」が使用されている。

## 史実の刃傷事件
モデルに擬される事件の資料として、当時の官憲の報告書のコピーが「安永三甲午七月三日夜京都烏丸通上る町大文字屋彦右衛門疳症にて人を多く怪我させし趣御公議へ書上の写」として西沢文庫『讃仏乗』二編中の巻におさめられている。
あらましは、安永3年7月3日（1774年8月9日）の夜、烏丸通丸太町上がる材木町の
大文字屋の息子彦右衛門（25歳）が、新河原町の家で出養生中に心喪失状態となり手代を殺害、四条通に出て西に向かい烏丸通から北上して丸太町通に至るまでの間「往来の人を切殺し又は手疵負せ右道筋につなぎ置き候馬迄三疋に瑕附候」、死者3名、重軽傷者21名という大惨事であった。凶器は「脇差、銘粟田口近江守忠納　長二尺三寸」で、その後、彦右衛門は帰宅後死亡したとある。
その後、事件は講釈、歌舞伎などに複数取り上げられた。
なお、上方落語には『大文字屋』（『大文字屋市兵衛』)という演目があるが、本演目（およびこの事件）とは全く無関係の内容である。